# 野口忠太郎

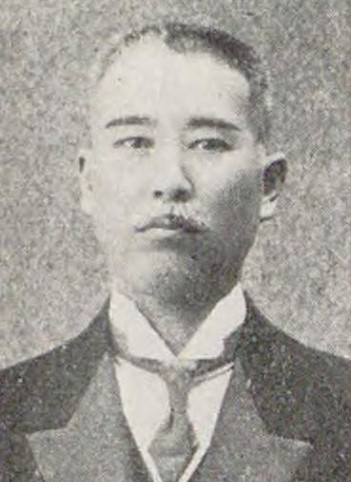
野口忠太郎

野口 忠太郎（のぐち ちゅうたろう、1865年9月27日（慶応元年8月8日）- 1931年（昭和6年）2月24日）は、日本の実業家、政治家。衆議院議員。

## 経歴
筑後国三池郡横須村（現:福岡県大牟田市中町1丁目33番地）で、野口忠七、キワ夫妻の長男として生まれる。1882年（明治15年）橘陰校中学部を卒業。1883年（明治16年）9月14日に家督を相続した。
野田卯太郎、永江純一らの知遇を得て、1887年（明治20年）合資会社三池土木会社の創立に参画し事務担当者となり、1900年（明治33年）社長に就任した。その他、三池銀行監査役、大牟田瓦斯取締役、九州電灯鉄道取締役、東邦電力取締役、三池無尽取締役、大牟田無尽取締役、大東畜産工業取締役、三池肥筑物産社長などを務めた。また、1913年（大正2年）に大牟田商工会が大牟田商工談話会に改称した際に会長に就任した。
政界では、大牟田町会議員、大牟田市会議員、同参事会員を務めた。また、1920年（大正9年）5月、第14回衆議院議員総選挙で福岡県第七区から立憲政友会所属で出馬して当選し、衆議院議員を1期務めた。
森時三郎、福井福太郎と共に、終生大牟田市の発展に尽力した。